# خداگرایی

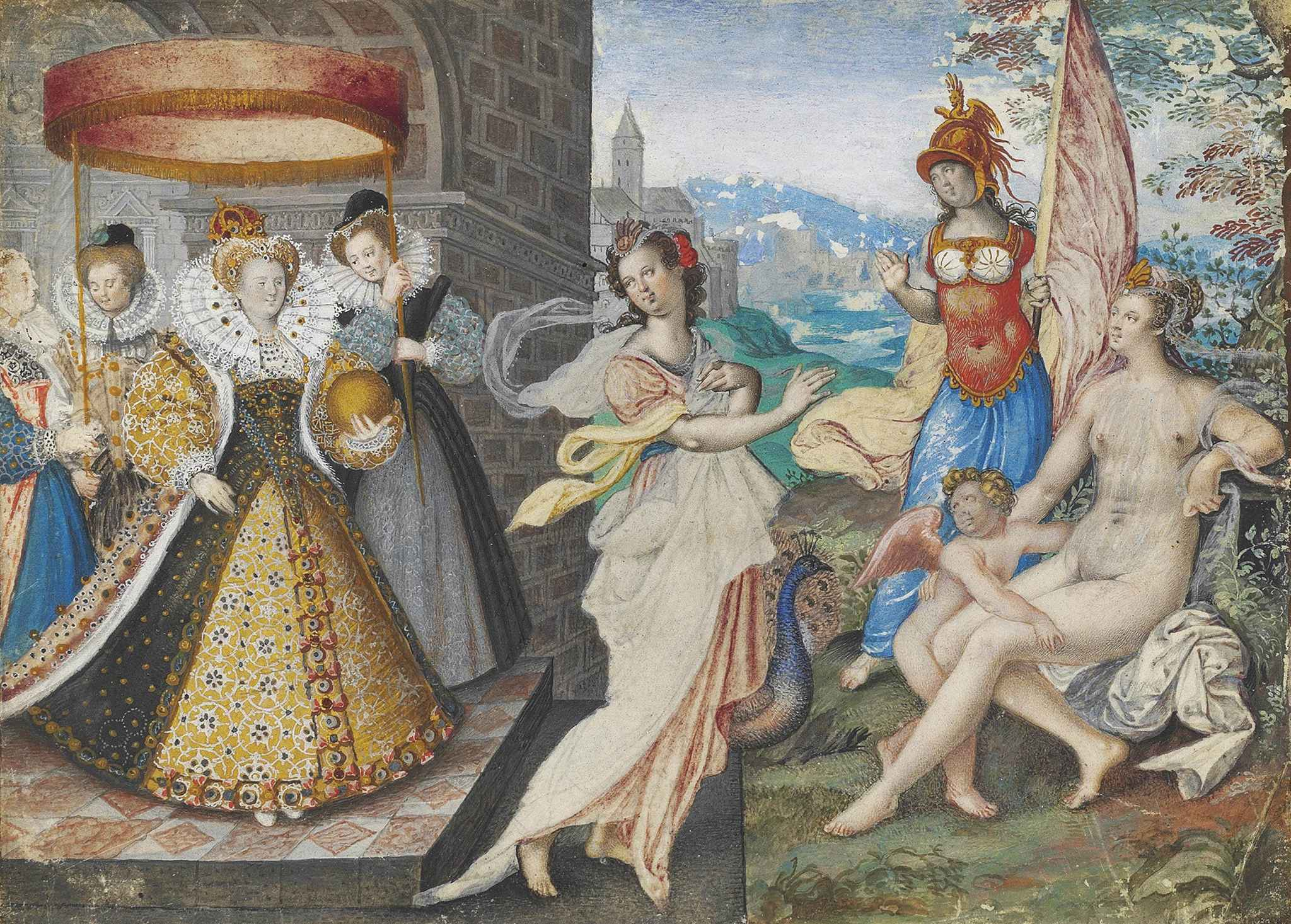
الیزابت یکم و سه الهه(یونو، مینرو و ونوس) اثر آیزاک الیور

خداگرایی (به انگلیسی: Divinity) مکتبی است فکری که بر پایهٔ آن خدا توانایی انجام هر کاری را دارد و اصل و ریشه هر چیزی به خدا بر می‌گردد. خداگرایی خدا را مالک و آفریننده همه هستی می‌داند و خاستگاه و فرجام همه‌چیز معرفی می‌کند. در برخی از موارد خداگرایی در برابر انسان گرایی قرار داده شده است. به باور خداگرایی جهان از تنها ماده ساخته نشده است و چیزی فراتر از جسم و ماده نیز وجود دارد.